# Joana Cotar
Joana Cotar (nascida em 6 de abril de 1973) é uma política alemã do partido político Alternativa para a Alemanha (AfD) e desde 2017 membro do Bundestag, o órgão legislativo federal.

## Vida e política
Cotar nasceu em 1973 em Pitești, Roménia, e estudou estudos alemães e ciências políticas na Universidade de Mannheim.
Cotar entrou na recém-fundada AfD em 2013 e tornou-se membro do Bundestag após as eleições federais alemãs de 2017.
Cotar nega o consenso científico sobre as mudanças climáticas.